# Threekingham
Threekingham est un village et une paroisse civile du Lincolnshire, en Angleterre. Il est situé dans le sud du comté, à une dizaine de kilomètres au sud de la ville de Sleaford. Administrativement, il relève du district de North Kesteven. La population comptait 267 habitants en 2021.